# Gehyra punctata
Gehyra punctata (плямиста дтелла) — вид геконоподібних ящірок родини геконових (Gekkonidae). Ендемік Австралії.

## Поширення і екологія
Плямисті дтелли поширені в регіоні Пілбара (за винятком крайньої півночі) у Західній Австралії, а також спостерігалися біля західного краю Малої Піщаної пустелі та на острові Барроу. Живуть серед валунів і скель. Відкладають яйця.